# Adilly
Adilly és un municipi francès situat al departament de Deux-Sèvres i a la regió de la Nova Aquitània. L'any 2007 tenia 316 habitants.

## Demografia

### Població
El 2007 la població de fet d'Adilly era de 316 persones. Hi havia 124 famílies de les quals 24 eren unipersonals (12 homes vivint sols i 12 dones vivint soles), 58 parelles sense fills i 42 parelles amb fills.
La població ha evolucionat segons el següent gràfic:
Habitants censats

### Habitatges
El 2007 hi havia 150 habitatges, 130 eren l'habitatge principal de la família, 9 eren segones residències i 11 estaven desocupats. 143 eren cases i 6 eren apartaments. Dels 130 habitatges principals, 103 estaven ocupats pels seus propietaris, 24 estaven llogats i ocupats pels llogaters i 3 estaven cedits a títol gratuït; 1 tenia una cambra, 3 en tenien dues, 19 en tenien tres, 28 en tenien quatre i 79 en tenien cinc o més. 112 habitatges disposaven pel capbaix d'una plaça de pàrquing. A 60 habitatges hi havia un automòbil i a 62 n'hi havia dos o més.

### Piràmide de població
La piràmide de població per edats i sexe el 2009 era:
| Homes | Edats   | Dones |
| ----- | ------- | ----- |
| 0     | 95 o +  | 0     |
| 0     | 90 a 94 | 0     |
| 4     | 85 a 89 | 4     |
| 0     | 80 a 84 | 4     |
| 12    | 75 a 79 | 8     |
| 4     | 70 a 74 | 8     |
| 4     | 65 a 69 | 8     |
| 4     | 60 a 64 | 4     |
| 8     | 55 a 59 | 8     |
| 16    | 50 a 54 | 4     |
| 8     | 45 a 49 | 12    |
| 4     | 40 a 44 | 12    |
| 24    | 35 a 39 | 12    |
| 0     | 30 a 34 | 16    |
| 12    | 25 a 29 | 4     |
| 12    | 20 a 24 | 4     |
| 0     | 15 a 19 | 8     |
| 8     | 10 a 14 | 16    |
| 8     | 5 a 9   | 12    |
| 12    | 0 a 4   | 4     |

## Economia
El 2007 la població en edat de treballar era de 215 persones, 156 eren actives i 59 eren inactives. De les 156 persones actives 143 estaven ocupades (76 homes i 67 dones) i 13 estaven aturades (8 homes i 5 dones). De les 59 persones inactives 28 estaven jubilades, 15 estaven estudiant i 16 estaven classificades com a «altres inactius».

### Ingressos
El 2009 a Adilly hi havia 131 unitats fiscals que integraven 317,5 persones, la mediana anual d'ingressos fiscals per persona era de 16.621 €.

### Activitats econòmiques
Dels 4 establiments que hi havia el 2007, 1 era d'una empresa de construcció, 1 d'una empresa de transport, 1 d'una empresa d'hostatgeria i restauració i 1 d'una empresa de serveis.
Dels 2 establiments de servei als particulars que hi havia el 2009, 1 era una empresa de construcció i 1 restaurant.
L'any 2000 a Adilly hi havia 25 explotacions agrícoles que ocupaven un total de 1.424 hectàrees.

## Poblacions més properes
El següent diagrama mostra les poblacions més properes.